# 1986 en Ontario
Chronologie de l'Ontario
- 1982
- 1983
- 1984
- 1985
- 1986
- 1987
- 1988
- 1989
- 1990

Cette page concerne des événements d'actualité qui se sont produits durant l'année 1986 dans la province canadienne de l'Ontario.

## Politique
- Premier ministre :   David Peterson du parti libéral de l'Ontario
- Chef de l'Opposition :
- Lieutenant-gouverneur :
- Législature :

## Décès
- 4 janvier : Wilbur R. Franks, scientifique et inventeur (° 4 mars 1901).
- 4 mars : Elizabeth Smart, poétesse et romancière (° 27 décembre 1913).
- 2 juin : Aurèle Joliat, joueur de hockey sur glace (° 2 mars 1901).
- 10 novembre : King Clancy, joueur de hockey sur glace (° 25 février 1903).
- 31 décembre : Donald Fleming, député fédéral d'Eglinton (1945-1963), 20e Ministre des Finances du Canada (1957-1962) et Ministre de la Justice du Canada (1962-1963) (° 23 mai 1905).